# Neil Augustine Frank
Neil Augustine Frank OMI (* 21. August 1966 in Pietermaritzburg) ist ein südafrikanischer Ordensgeistlicher und römisch-katholischer Bischof von Mariannhill.

## Leben
Neil Augustine Frank erwarb 1988 an der Universität von Natal in Durban einen Bachelor of Science und 1991 einen Master of Science im Fach Physik. Später trat Frank der Ordensgemeinschaft der Oblaten der Unbefleckten Jungfrau Maria bei. Er studierte von 1993 bis 1995 Philosophie am St. Joseph’s Scholasticate und von 1995 bis 1998 Katholische Theologie an der Päpstlichen Universität Gregoriana in Rom. Neil Augustine Frank legte am 4. Januar 1998 die ewige Profess ab und empfing am 21. August 1999 das Sakrament der Priesterweihe.
Frank war zunächst als Pfarrvikar und später als Pfarrer in verschiedenen Pfarreien im Erzbistum Durban tätig. 2004 wurde er für weiterführende Studien nach Indien entsandt, wo er 2006 in Pune einen Master im Fach Philosophie erlangte. Nach der Rückkehr in seine Heimat wurde Neil Augustine Frank Pfarrer von zwei Pfarreien. Zudem wirkte er als Dozent und als Leiter der Abteilung für Philosophie am St. Joseph’s Theological Institute, dessen Präsident er 2015 wurde. Ab 2018 war Frank Provinzial der südafrikanischen Ordensprovinz der Oblaten der Unbefleckten Jungfrau Maria.
Am 17. Dezember 2021 ernannte ihn Papst Franziskus zum Koadjutorbischof von Mariannhill mit besonderen Vollmachten. Der Erzbischof von Durban, Mandla Siegfried Jwara CMM, spendete ihm am 26. Februar 2022 vor der Kathedrale St. Joseph in Mariannhill die Bischofsweihe; Mitkonsekratoren waren der Bischof von Mariannhill, Pius Mlungisi Dlungwana, und der Weihbischof in Kapstadt, Sylvester David OMI.
Mit der Annahme des altersbedingten Rücktritts von Pius Mlungisi Dlungwana am 13. Oktober 2022 folgte Frank diesem als Bischof von Mariannhill nach.